# Суерметово
Суерметово (баш. Сөйәрмәт) — село в Ермекеевском районе Башкортостана, административный центр Кызыл-Ярского сельсовета.

## Население
| 2002 | 2009 | 2010 |
| ---- | ---- | ---- |
| 185  | ↘177 | ↘166 |

Национальный состав
Согласно переписи 2002 года, преобладающие национальности — татары (53 %), башкиры (44 %).

## Географическое положение
Расстояние до:
- районного центра (Ермекеево): 15 км,
- ближайшей ж/д станции (Приютово): 46 км.

## Известные уроженцы
- Зайдуллин, Хамит Валеевич  (12.05.1934—23.11.1993) — звеньевой совхоза «Бавлинский» Бавлинского района (Татарская АССР), Герой Социалистического Труда.